# Vostok (entreprise)
Pour les articles homonymes, voir Vostok.

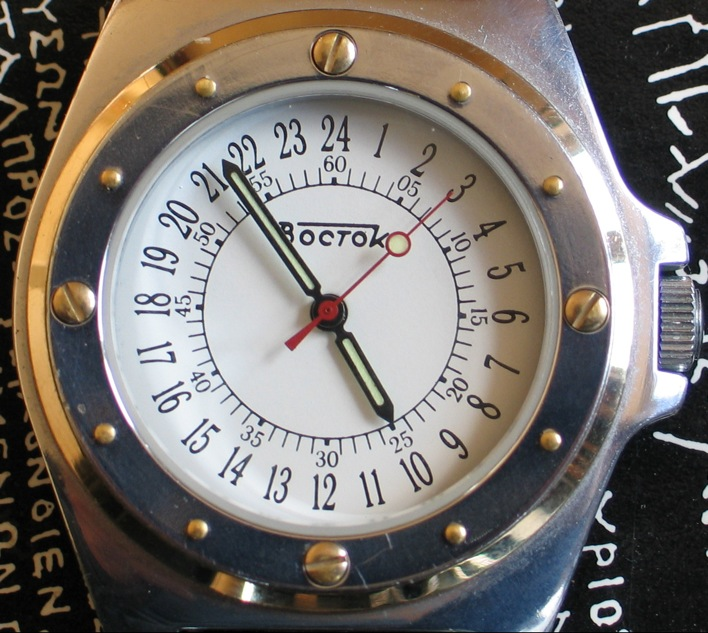
Vostok 24 heures.

Vostok (russe : Восток, signifiant Est) Watch Makers, Inc.  produit principalement des montres mécaniques, militaires et de plongée, dans son usine de Tchistopol en Russie. La société assure également la fabrication d'horloges et de mouvements pour d'autres marques d'horlogerie. Cette marque n'est pas liée à l'entreprise Vostok Europe même si ses premiers modèles de montres furent d'abord équipés de mouvements Vostok.
Vostok est une compagnie fondée en 1942 lorsqu'une unité de production de la première usine de montres moscovite fut délocalisée à Tchistopol, une petite ville située près de la rivière Kama, au Tatarstan. En temps de guerre, seuls des équipements militaires furent produits. Mais une fois la guerre terminée, la société commença à produire des montres. Cependant, la marque "Vostok" ne fut pas utilisée avant 1963. Le nom "Vostok" est vraisemblablement issu du programme spatial Vostok, qui marqua les prémices de la course à l'espace. D'autres entreprises d'horlogerie tirent leur nom de programmes spatiaux soviétiques - Poljot et Raketa.

## Historique
La société fut désignée comme fournisseur officiel de montres pour le département de défense de l'Union soviétique en 1965. Cette année marqua également la création de la célèbre montre Komandirskie ("Commandant") 

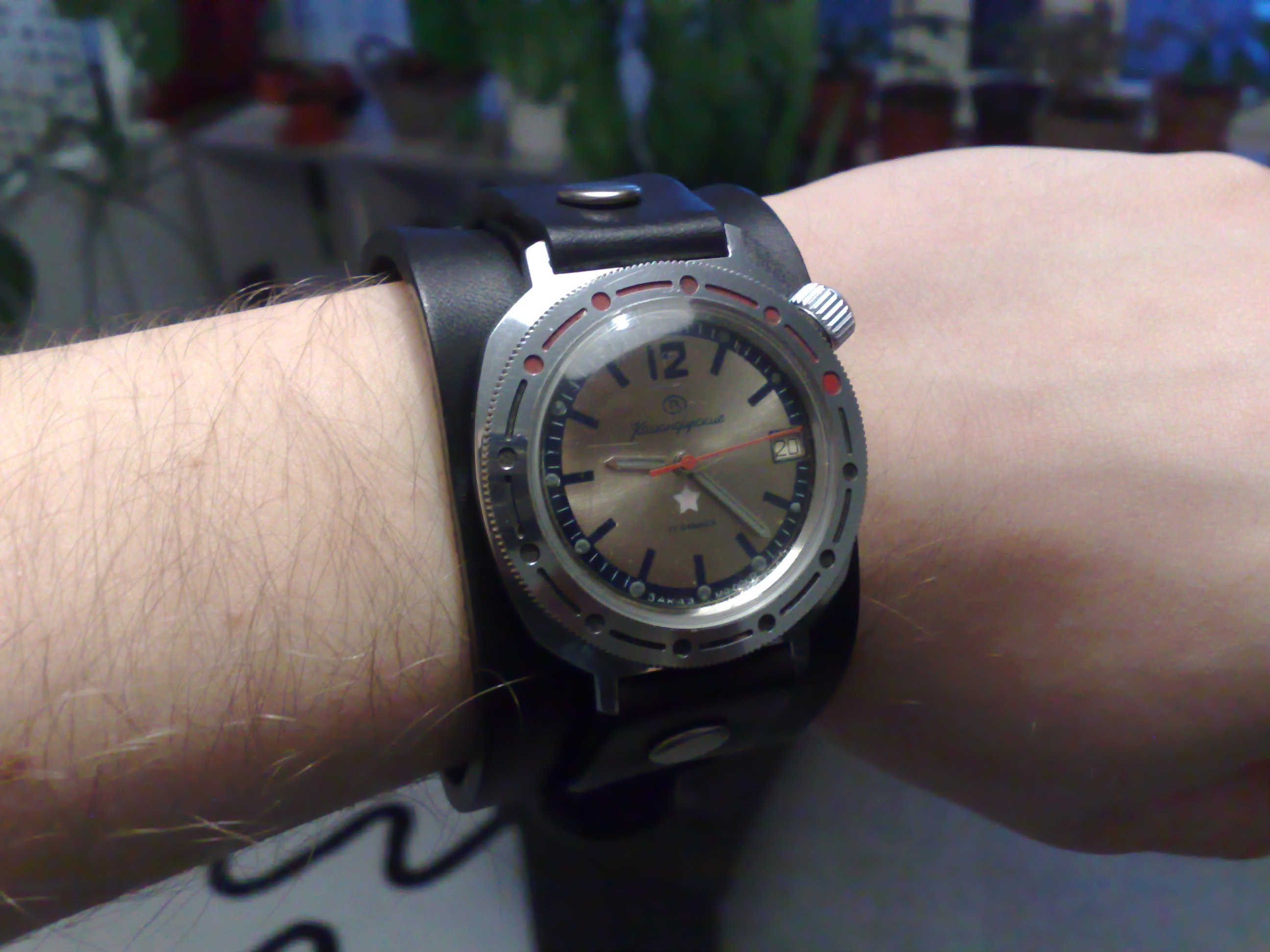
Une Vostok Komandirskie, fabriquée en Union soviétique.

Les montres produites par cette usine et destinées à un usage militaire étaient marquées par "ЗАКАЗ МО СССР", signifiant "Par Ordre du ministère de la Défense de l'URSS". Ces modèles étaient sujet à un contrôle qualité rigoureux et vendues exclusivement par les magasins Voentorg, uniquement à destination du personnel militaire.
Au début des années 2000, Vostok lança une ligne de montres, répliques de modèles des années 1940 : la collection Kirovskie K-43. L'entreprise démarra également une ligne de "luxe", appelée Kremlevskie. Ces deux collections sont fabriquées en acier inoxydable, produites en quantités limitées et visent un public plus aisé.
En 2004, Vostok commença à fournir des mouvements à la compagnie lituanienne Koliz, fabriquant des montres Vostok Europe.
En 2006, Vostok commença à commercialiser une nouvelle ligne de montres, nommée « Amphibia ». Derrière cette appellation, on retrouve, comme dans la majorité des produits Vostok, le très familier 2416B automatique. Ces montres de plongée sont équipées de bracelets en acier inoxydable ou en polyuréthane.
Une version mise à jour de la « Komandirskie » a été commercialisée en été 2007, alors qu'une édition spéciale anniversaire de "l'Amphibian", dénommée "1967", est apparue au début de l'année 2008. Ces deux modèles ont pour point commun leur finition de haute qualité.
Malgré l'introduction des nouvelles collections Komandirskie et Amphibia et de nouveaux modèles, de nombreuses montres conçues dans les années 1960 à 1980 étaient toujours en production en 2019.
Début 2010, l'usine Vostok fit banqueroute et son site internet officiel a été fermé. Cependant, la production ne s'arrêta pas et l'usine continua de fournir des montres et des mouvements (en mai 2010). Le site internet a depuis rouvert.

## Anecdotes
- L'entreprise fabrique également une horloge mécanique pour sous-marins, très précise et fonctionnant dans une large bande de températures. C'est une pièce très recherchée par les collectionneurs.
- Habituellement, les montres Poljot sont associées au programme spatial soviétique. Mais les Vostok sont fréquemment portées dans l'espace par des cosmonautes russes. Parmi les célèbres utilisateurs de Vostok, on compte les cosmonautes Georgi Grechko et Yuri Romanenko.
- Après l'opération Tempête du désert en 1991, le Pentagone récompensa les soldats des forces alliées par une Vostok "Amphibian" édition spéciale Desert Shield[5].
- Vostok était l'unique fabricant de montres chronomètres en Union soviétique (Volna, Almaz et Vostok Precision), basées sur le mouvement Vostok 2809 à 22 rubis. Ces montres furent produites dans les années 1960.
- Dans le film La Vie aquatique, Steve (Bill Murray) porte une Vostok Amphibia.

## Liste des mouvements Vostok
Tous les mouvements Vostok sont produits in-house. L'entreprise possède également "Briolet", une filiale spécialisée dans la production de rubis. Vostok fournit des mouvements pour d'autres marques comme Vostok-Europe, Volmax, Moscow Classic et Poljot-International. Tous les mouvements mécaniques Vostok oscillent à 19 800 demi-alternations par heure. Les calibres 24 mm de Vostok, en production en 2010, sont présentés dans le tableau suivant :
| Code  | Épaisseur, mm | Type                     | Rubis | Spéc.                                                                   | Utilisé dans                                                                                              |
| ----- | ------------- | ------------------------ | ----- | ----------------------------------------------------------------------- | --- |
| 2403  | 3,7           | Manuel                   | 17    | Heure et minute centrales; Petite seconde à 9 h                         | Vostok VOT                                                                                                |
| 2409  | 3,7           | Manuel                   | 17    | Heure et minute centrales; Grande seconde                               | Vostok Amfibia lady first, Junior 2409A                                                                   |
| 2414A | 4,14          | Manuel                   | 17    | Heure et minute centrales; Grande seconde; dateur                       | Vostok Komandirskie manuelle                                                                              |
| 2415  | -             | Automatique              | 31    | Heure et minute centrales; Grande seconde                               | Vostok Amphibia 1967                                                                                      |
| 2415B | -             | Automatique              | 31    | Heure et minute centrales; Petite seconde à 9 h                         | Vostok K-43                                                                                               |
| 2416B | 6,3           | Automatique              | 32    | Heure et minute centrales; Grande seconde; dateur                       | Vostok Komandirskie, Amphibian, Kremlyovskie, Prestige, Breeze, Titanium, 2416B, VIP Vostok-Europe Pobeda |
| 2423  | 3,7           | Manuel                   | 17    | Heure et minute centrales avec affichage 24 h; Grande seconde           | - |
| 2424  | 3,7           | Manuel                   | 17    | Heure et minute centrales avec affichage 24 h; Grande seconde; dateur   | - |
| 2426  | 6,3           | Automatique de précision | 21    | Heure et minute centrales; Grande seconde; Affichage 24 h; dateur       | Vostok Komandirskie K-34 Vostok Europe Rocket N1 et Expedition 2006                                       |
| 2431B | 6,3           | Automatique              | 31    | Heure et minute centrales avec affichage 24 h; Grande seconde; dateur   | Vostok automatic 24 h                                                                                     |
| 2432  | 6,3           | Automatique de précision | 32    | Heure et minute centrales; Grande seconde; dateur; Indicateur jour/nuit | Vostok New commander Vostok-Europe Mryia, Arktika, K3, Lunokhod, Red Square                               |
| 2434  | 4,14          | Manuel                   | 17    | Heure et minute centrales; Grande seconde                               | Vostok military manuelle                                                                                  |
| 2435  | 6,3           | Automatique de précision | 31    | Heure et minute centrales; Grande seconde; dateur; indicateur jour/nuit | Vostok-Europe Metro                                                                                       |
| 2441  | 6,5           | Automatique              | 32    | Heure et minute centrales; Petite seconde à 10 h; dateur                | Vostok-Europe Energia                                                                                     |

## Autres marques russes célèbres
- Raketa (fondée en 1961) de l'Usine de Montres de Petrodvorets
- Pobeda (fondée en 1945) de l'Usine de Montres de Petrodvorets
- Poljot (fondée en 1964) de l'Usine horlogère moscovite numéro 1